# Allokepon longicauda
Allokepon longicauda là một loài chân đều trong họ Bopyridae. Loài này được Duan, An & Yu miêu tả khoa học năm 2008.